# 協立総合病院
協立総合病院（きょうりつそうごうびょういん）は、みなと医療生活協同組合が愛知県名古屋市熱田区五番町に設置する病院。

## 概要
救急告示病院。434床（内科：232（緩和ケア：16、精神科：2、ハイケアユニット：4含む）、整形外科：76、外科：71、産婦人科：15、小児科：16、泌尿器科：6、眼科：5、脳神経外科：5、耳鼻咽喉科：5、皮膚科：3）を備える。
公益財団法人日本医療機能評価機構認定病院（病院評価結果は3rdG：Ver.2.0（4回目、2019年（平成31年）3月1日認定、2024年（令和6年）4月18日認定有効期限））。
全日本民主医療機関連合会（民医連）に加盟している。

## 沿革
この節の出典
- 1959年（昭和34年）：伊勢湾台風　生協設立発起人会発足。
- 1960年（昭和35年）：みなと医療生協創立／みなと診療所開設。
- 1964年（昭和39年）：中之島医療生協創立／中之島診療所開設。
- 1967年（昭和42年）：みなと・中之島医療生協合併。
- 1972年（昭和47年）：当知診療所開設。
- 1974年（昭和49年）：病院用地購入。
- 1975年（昭和50年）：あつた診療所開設。
- 1977年（昭和52年）：協立病院開設（139床）、あつた診療所廃止。
- 1981年（昭和56年）：協立病院Ⅱ期工事完成（318床）。
- 1986年（昭和61年）：病院Ⅲ期工事完成（434床）。
- 1987年（昭和62年）：協立総合病院認可。
- 1997年（平成9年）：医師研修指定病院認定、病院オーダリングシステム導入。
- 1998年（平成10年）：カルテ開示全面実施。
- 2001年（平成13年）：10月新病院オープン、電子カルテ導入。
- 2006年（平成18年）：DPC対象病院。
- 2007年（平成19年）：ISO9001認証登録。
- 2014年（平成26年）：ISO9001認証更新（2007年（平成19年）認証）。

## 診療科
この節の出典
- 内科
- 神経内科
- アレルギー科
- リウマチ科
- 呼吸器内科
- 循環器内科
- 消化器内科
- 胃腸内科
- 腎臓内科
- 小児科
- 小児外科
- 外科
- 呼吸器外科
- 脳神経外科
- 整形外科
- 放射線科
- 麻酔科
- リハビリテーション科
- 消化器外科
- 肛門外科
- 内視鏡外科
- 眼科
- 耳鼻咽喉科
- 皮膚科
- 泌尿器科
- 産婦人科
- 心療内科
- 精神科
- 救急科

## 医療機関の認定
この節の出典
- 保険医療機関
- 高齢者の医療の確保に関する法律（昭和57年法律第80号）：第7条第1項に規定する医療保険各法及び同法に基づく療養等の給付の対象とならない医療並びに公費負担医療を行わない医療機関
- 労災保険指定医療機関
- 指定自立支援医療機関（更生医療）
- 指定自立支援医療機関（育成医療）
- 指定自立支援医療機関（精神通院医療）
- 身体障害者福祉法指定医の配置されている医療機関
- 精神保健指定医の配置されている医療機関
- 生活保護法指定医療機関
- 結核指定医療機関
- 指定小児慢性特定疾病医療機関
- 難病の患者に対する医療等に関する法律（平成26年法律第50号）に基づく指定医療機関
- 戦傷病者特別援護法指定医療機関
- 原子爆弾被害者医療指定医療機関
- 原子爆弾被害者一般疾病医療取扱医療機関
- 公害医療機関
- 母体保護法指定医の配置されている医療機関
- 臨床研修病院
- 単独型臨床研修施設若しくは管理型臨床研修施設
- 特定疾患治療研究事業委託医療機関
- DPC対象病院

## 院内設備
コンビニ（デイリーヤマザキ）が入居しており、ATM（E-net）も設置されている。

## 関連書籍
- 『ウソのない医療 がん患者と「カルテ開示」』協立総合病院患者会連合会著、1998年：風媒社（ISBN：4-8331-1046-6）
- 『イラストで見る　患者療養ガイド』みなと医療生活協同組合協立総合病院看護部（編）、1997年：日総研出版（ISBN：4-89014-270-3）
- 『さらば関節痛　改善への道』森谷光夫(協立総合病院整形外科医)著、1991年：桐書房（ISBN：4-87647-137-1）

## 交通アクセス
この節の出典
- 名古屋市営地下鉄名港線「六番町駅」または「東海通駅」下車。
  - 「六番町駅」2番出口より南進し、4本目の信号を左折。徒歩で約10分。
  - 「東海通駅」1番出口より北進し、3本目の信号を右折。徒歩で約10分。
- 名古屋市営バス（港巡回系統）「五番町」（協立総合病院前）西行き（港区役所発 → 東海通経由 → 五番町 → 東海通経由 → 多加良浦：終点）に乗車「五番町」下車、正面。
- 名古屋市営バス「五番町」（協立総合病院前）東行き（多加良浦発 → 築地口 → 五番町 → 東海通経由 → 港区役所：終点）に乗車、「五番町」下車正面。

## 周辺
- 南郊公園
- 西友熱田三番町店
- エディオン東海通店
- 岡崎信用金庫 港支店
- あいち銀行 東海通支店
- 愛知機械工業体育館